# Psilacron congalla
Psilacron congalla är en fjärilsart som beskrevs av William Schaus 1928. Psilacron congalla ingår i släktet Psilacron och familjen tandspinnare. Inga underarter finns listade.